# Frank Brettell
Francis Edward Brettell, detto Frank (Smethwick, 30 novembre 1861 – Dartford, 4 novembre 1936), è stato un calciatore e allenatore di calcio inglese, di ruolo difensore.
È conosciuto per essere stato il primo allenatore in assoluto della storia del Tottenham.

## Carriera

### Club
Brettell ha iniziato la propria carriera calcistica all'Everton, quando ancora era chiamato St. Domingo's: inizialmente giocava come centravanti, ma a causa dei suoi svariati infortuni venne spostato a mediano e poi a terzino. Successivamente decise di fondere il suo ruolo da calciatore a quello di segretario della squadra. Dopo la fine della sua carriera da calciatore si è dedicato al giornalismo, divenendo reporter fisso del quotidiano locale Liverpool Mercury.

### Allenatore
Nel 1896 ottenne il suo primo incarico manageriale, divenendo ufficialmente il nuovo tecnico del Bolton, due anni più tardi lo divenne per il Tottenham assumendo l'incarico solo nel mese di marzo quando il club fu trasformato in una società per azioni. Durante il suo mandato decise di far acquistare numerosi giocatori dal Bolton e soprattutto John Cameron dall'Everton, colui che in futuro prenderà la carica manageriale proprio per sostituirlo. La sua permanenza sulla panchina degli Spurs fu relativamente breve: si dimise nel 1899 per poter divenire il nuovo allenatore del Portsmouth.
La sua stagione di debutto fu anche la prima del Portsmouth in Southern League, finendo la stagione al quarto posto in classifica. Lasciò il club nel 1901 a causa di svariate divergenze con gli amministratori del club.
Passarono due anni prima che Brettell ottenesse un nuovo incarico da allenatore, questa volta sulla panchina del Plymouth Argyle. Con lui alla guida, il club ebbe un incremento notevole della forma fisica, arrivando persino al quarto posto in classifica. La stagione 1904-1905 la squadra ebbe un piccolo calo, arrivando solamente al nono posto in campionato, ma malgrado ciò riuscì a vincere la Western Football League nel 1905. Brettell lasciò il club a fine stagione.

## Palmarès

### Competizioni nazionali
- Western Football League: 1

Plymouth Argyle: 1904-1905